# Jens Kindervater

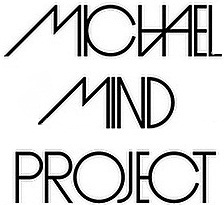
Logo des Michael Mind Projects, zusammen mit Frank Bülles. Es ist Kindervaters erfolgreichstes Projekt

Jens Kindervater (* 13. Juli 1974 in Aachen) ist ein deutscher House- und Hands-Up-DJ und Produzent. Bekannt ist er insbesondere durch das „Michael Mind Project“, das er zusammen mit Frank Sanders im Jahre 2007 als „Michael Mind“ gründete.

## Biografie

### Leben
Jens Kindervater wuchs in Aachen auf. Bis zum Abitur 1994 besuchte er das Anne-Frank-Gymnasium Aachen. Danach begann er ein Maschinenbau-Studium, brach dieses aufgrund seiner Liebe zur Musik jedoch ab.
Mit seinem späteren Studiopartner Bernd Johnen, begann er gute Kontakte zur Alphabet City Musikproduktions- und Verlags GmbH in Mönchengladbach zu knüpfen und veröffentlichte bereits nach einem Jahr seine ersten Tonträger.
Mitte der neunziger Jahre zog Kindervater nach Belgien, wo er insbesondere im Bereich der Trance- und Techno-Musik aktiv war. Dort legte er in vielen bekannten Clubs auf und nahm erfolgreich an zahlreichen Wettbewerben teil. Später beschloss er, als Solokünstler eine Karriere zu starten und wurde beim Deutschen Plattenlabel Kontor Records angenommen. Seit 2014 wohnt er wieder in Aachen.

### Musikkarriere Solo und verschiedene Projekte
Kindervater ist trotz großer Einflüsse der House-Musik und des Dance-Pops immer noch im Bereich der Hands-Up- und Techno-Musik aktiv. Zudem ist er Gründer und Inhaber der Plattenlabel Kick Fresh Recordings und Yawa Recordings. Insbesondere über Yawa Recordings veröffentlichte er seine Solo-Singles.
Als Solokünstler veröffentlichte er seine Singles ursprünglich unter den Pseudonymen „Big Bass Inc.“ und „DJ Jens“. Mittlerweile ist er ausschließlich als „Kindervater“ aktiv. Es erschienen immer neue Solo-Singles mit bekannten Künstlern wie Mandy Ventrice oder J-Son. Zudem ist er ein beliebter Songwriter, Komponist, Produzent und Remixer. Er schreibt unter anderem für DJ Antoine, Carlprit und Cascada. Ebenfalls vertritt er oftmals das Michael Mind Project allein bei Live-Auftritten.
Seit vielen Jahren arbeitet Kindervater mit dem DJ und Produzenten Bernd Johnen zusammen. Gemeinsam starteten sie mit verschiedenen Musikprojekten, die in verschiedene Genres variieren. Mit denen sind sie teilweise heute noch aktiv. Jedoch konzentriert er sich mittlerweile überwiegend auf das Michael Mind Project zusammen mit Frank Sanders.
Des Weiteren ist er Mitglied etlicher Musikprojekte neben dem Michael Mind Project. Mit mehreren Charterfolgen gelten die „4 Clubbers“, „Dance United“ und „The Real Booty Babes“ als erfolgreichste Projekte, bei denen er mitwirkt. Allerdings stieg er bei der „Dance United“, die aus etlichen deutschen DJs besteht und die Einnahmen für wohltätige Zwecke spendet, während der Jahre aus.

Bei den folgenden Projekten und Musikgruppen ist beziehungsweise war er Mitglied:
| - 2 Vibez - 4 Clubbers - Club Suite - Da Franco - Da Loop Brothers - Dance United - Delaforce | - Diego - Dub Files - Eric Von Heinecken - The Game - The Gatekeepers - Groove Gangstaz - Groovelikers | - Junkfood Junkies - One 2 One - The Real Booty Babes - Stereoboys - Summer Spirit - Warp Six |

## Erfolge mit Frank Sanders

### 2007: Gründung vonMichael Mind
Zusammen mit dem DJ und Produzenten Frank Sanders gründete er im Jahre 2007 das Projekt Michael Mind.
Sie begannen ihre Karriere damit, den Manfred-Mann’s-Earth-Band-Klassiker Blinded by the Light in einer Dance-Version zu covern. Aufgrund des Erfolgs der Disco Boys mit einem anderen Hit der Manfred Mann’s Earth Band, For You, wurde zunächst von einer Realisierung der Idee Abstand genommen. Doch nach der positiven Resonanz des Produzententeams „Sunloverz“ (Frank Sanders und Bernd Johnen) wurde der Track schließlich dann doch fertig produziert. Blinded by the Light konnte über mehrere Wochen Platz 1 der Dance-Charts behaupten und erreichte auch die Top-20 der deutschen Single-Charts sowie Rang 51 in Österreich.
Kurz darauf, im Oktober veröffentlichten sie ihr Debüt-Album. Es trägt den Titel My Mind und enthält neben allen bisher erschienenen Titeln einige wenige Eigenkompositionen und Coverversionen, jedoch konnte das Album keine Chartplatzierungen erreichen und war deshalb eher weniger populär.
Am 28. August 2009 wurde die letzte Single als „Michael Mind“, Gotta Let You Go, veröffentlicht. Dieser Titel ist wieder eine Coverversion. Das Original stammt von Dominica und erschien erstmals 1994. Dieser Song konnte nur in den Deutschen Charts platzieren. Bei diesem Song wirkte der Rapper Old Silverback mit, der auch bis heute bei vielen Songs die Rap-Parts übernimmt.

### 2010: Umbenennung inMichael Mind Project
Zur Veröffentlichung der Single How Does It Feel im Jahre 2009 wurde „Michael Mind“ in „Michael Mind Project“ umbenannt. Mit dem Zusatz „Project“ sollte der Fantasiename betont werden, denn durch die Ähnlichkeit eines Solo-Projekts-Pseudonym und dem wenigen Erscheinen von Frank Sanders, auf CD-Covern und Auftritten, wurde davon ausgegangen, dass Michael Mind ein Solo-Projekt ist. Seitdem veröffentlichen sie unter diesem Pseudonym. How Does It Feel erschien am 27. November 2009 und war der erste Vorbote des 2013 erschienenen Albums State of Mind. Der Titel hielt sich vorerst drei Wochen in den Deutschen Single-Charts, stieg aber 2010 wieder ein. Ihre Top-Platzierung war Rang 67. Auch ihre nächste Single Feel Your Body war ein Hit.
Mit Feeling So Blue feierte das Duo seinen ersten Chart-Erfolg in der Schweiz, ebenso wie mit seiner nächsten Erfolgs-Single Nothing Lasts Forever. Beide Titel sowie den Album-Track Last Night nahmen sie mit dem US-amerikanischen Sänger Dante Thomas auf. Ebenfalls ein großer Sprung in ihrer Karriere war die Zusammenarbeit mit Weltstars wie Sean Kingston oder Jason Derulo.
Ihr erstes gemeinsames Album State of Mind erschien am 4. Januar 2013. Dieses Studioalbum wurde im Gegensatz zu My Mind ein großer Erfolg. Das Album stieg bereits eine Woche nach der Veröffentlichung in die Top 100 von Deutschland und Österreich. Es enthält viele 2k13-Versionen alter Hits aus der Michael Mind-Zeit und viele Eigenkompositionen.
Ihr neuster Michael Mind Project-Track ist der Titel One More Round, welcher am 28. Juni 2013 erschien. Er wurde in Zusammenarbeit mit dem Rapper TomE, bekannt durch DJ Antoines Single Bella Vita und dem Kanadischen Sänger Raghav, der durch Singles wie So Confused oder Angel Eyes Bekanntheit erlangt hat, aufgenommen. Es wird die erste Single sein, die nicht auf dem Album State of Mind enthalten ist.

## Diskografie

### Kompilationen
| Jahr | Titel   | Anmerkungen                                                  |
| ---- | ------- | ------------------------------------------------------------ |
| 2011 | Best Of | Erstveröffentlichung: 25. März 2011 (Label: Yawa Recordings) |

### EPs
| Jahr | Titel | Anmerkungen                                        |
| ---- | ----- | -------------------------------------------------- |
| 1998 | E.P.  | Erstveröffentlichung: 1. Januar 1998 (als DJ Jens) |

### Singles
| Jahr | Titel Album                               | Anmerkungen                                                                      |
| ---- | ----------------------------------------- | -------------------------------------------------------------------------------- |
| 2004 | ftp://013.07.974                          | Erstveröffentlichung: 7. September 2004 (als Kindervater)                        |
| 2005 | Sternenweg 5                              | Erstveröffentlichung: 8. Juli 2005 (als Kindervater)                             |
| 2007 | Forever Forever – The Album               | Erstveröffentlichung: 18. Mai 2007 (als Kindervater feat. Nadja)                 |
| 2008 | Everytime You Need Me Forever – The Album | Erstveröffentlichung: 8. Februar 2008 (als Kindervater feat. Nadja)              |
| 2008 | Ordinary World Forever – The Album        | Erstveröffentlichung: 14. April 2008 (als Kindervater)                           |
| 2008 | Work that Body                            | Erstveröffentlichung: 5. Dezember 2008 (als Big Bass Inc.)                       |
| 2009 | Hit the Floor                             | Erstveröffentlichung: 29. Mai 2009 (als Big Bass Inc.)                           |
| 2009 | Alone In The Darkness Forever – The Album | Erstveröffentlichung: 8. Juni 2009 (als Kindervater)                             |
| 2009 | Driving Place                             | Erstveröffentlichung: 28. August 2009 (als Big Bass Inc.)                        |
| 2010 | Lovephobia Forever – The Album            | Erstveröffentlichung: 2. September 2010 (als Kindervater feat. Mandy Ventrice)   |
| 2011 | Don't Stop                                | Erstveröffentlichung: 9. Dezember 2011 (als Kindervater feat. Julia Goldstern)   |
| 2012 | Spotlight                                 | Erstveröffentlichung: 4. Mai 2012 (als Kindervater feat. J-Son)                  |
| 2012 | Shooting Stars                            | Erstveröffentlichung: 19. Oktober 2012 (als Kindervater feat. Michelle Leonard)  |
| 2012 | Heartbeat                                 | Erstveröffentlichung: 21. Dezember 2012 (als Kindervater feat. Ronja Gullichsen) |

### Remixe (Auswahl)
| Jahr | Titel                       | Interpret          |
| ---- | --------------------------- | ------------------ |
| 1997 | Love Song The Rebirth       | Spanish Fly        |
| 1999 | Killerbeat                  | Tank               |
| 2000 | Die Herdplatte 2000°        | Gary D.            |
| 2000 | Push                        | Gardeweg           |
| 2001 | Don't Let Me Down           | Mabel              |
| 2001 | Arma La Vida                | Dave Soerensen     |
| 2002 | Save Me                     | Kyau vs. Albert    |
| 2002 | Everybody                   | Rocco              |
| 2003 | Rock Da Place               | Final Excess       |
| 2003 | Habibi                      | El Samah           |
| 2004 | Endless                     | Ron Van Den Beuken |
| 2005 | The Weekend                 | Michael Gray       |
| 2005 | Endless                     | Ron van den Beuken |
| 2005 | Supermind                   | Dynamik Freaks     |
| 2007 | Keep on Rising              | Ultra DJ's         |
| 2007 | Komodo                      | Comiccon           |
| 2008 | September                   | Can't Get Over     |
| 2008 | Raindrops (Encore Une Fois) | Sash!              |
| 2008 | Try And Try                 | 4 Clubbers         |
| 2009 | Rhythm Is a Dancer 2009     | Snap!              |
| 2009 | Don't Walk Away             | Jenny Jones        |
| 2009 | Holiday                     | Dizzee Rascal      |
| 2010 | Like A Lady                 | Monrose            |
| 2010 | I Need You Now              | Agnes              |